# Paphlagonie
Pour l’article homonyme, voir Paphlagonie (thème).
La Paphlagonie (du grec ancien : Παφλαγονία (Paphlagonía)) est une région historique de l'Asie Mineure située sur la côte nord, entre la Bithynie et le Pont,  et bornée au sud par la Galatie. Elle avait pour capitale Amastris (Amasra) et comme villes principales Gangra (Çankırı) et Sinope (Sinop).

## Histoire

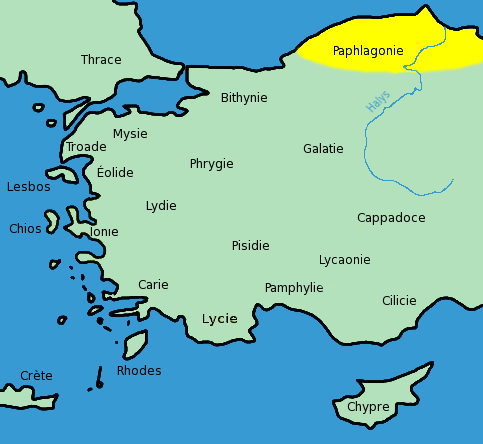
Situation de la Paphlagonie en Asie Mineure antique.

Asie Mineure à l'époque hittite.

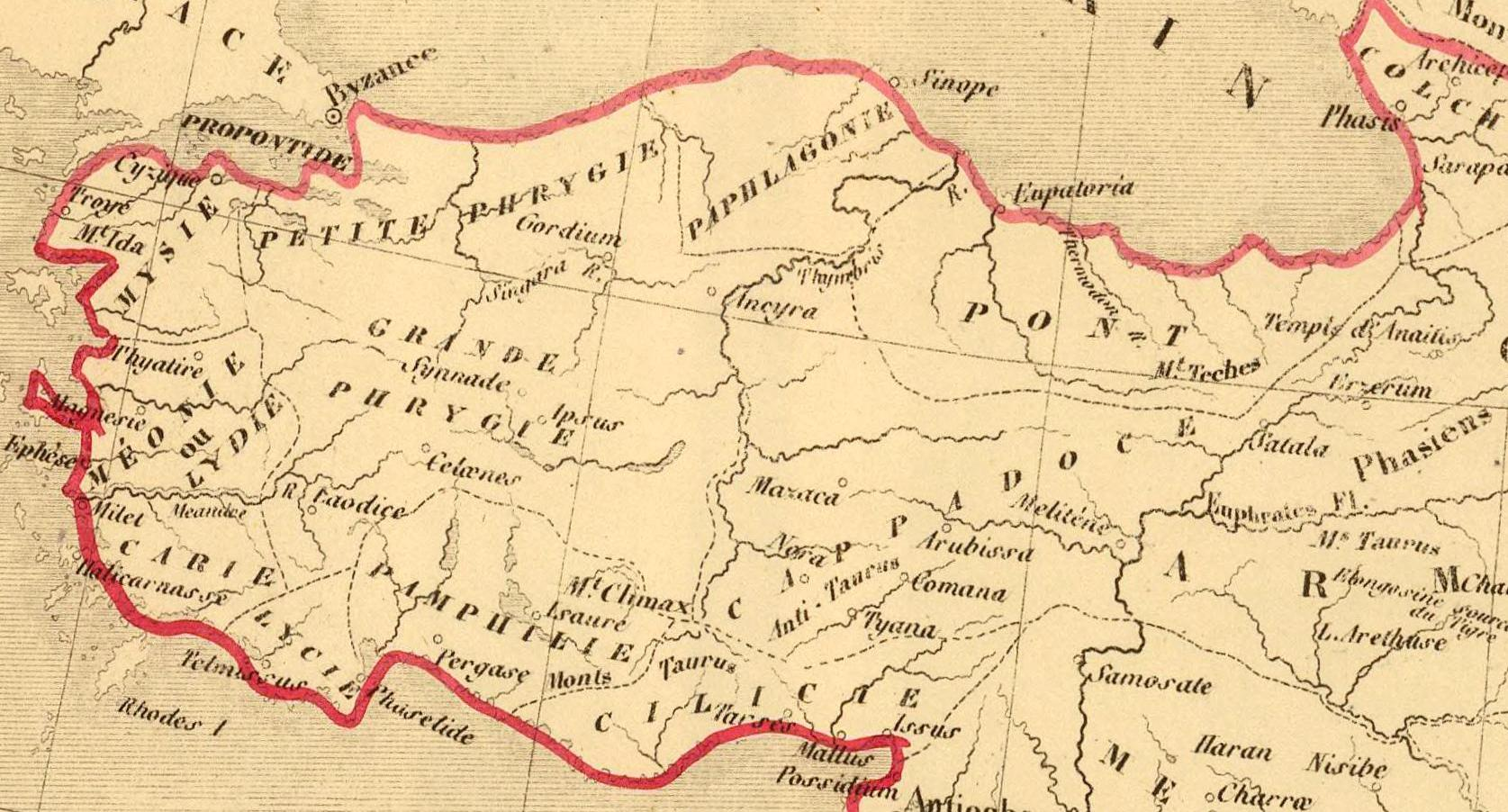
L'Asie Mineure au temps des Diadoques.

Dans les archives hittites, le peuple guerrier des Gasgas est localisé au IIe millénaire av. J.-C. dans ce qui deviendra plus tard la Paphlagonie, et aussi plus à l'Est, dans le pays du Pont. La Paphlagonie est citée dans l'Iliade (II, 851–857) :

« Les Paphlagoniens, eux, suivaient le vaillant Pylémène,
Du pays des Énètes, terre des mules sauvages,
C'étaient les habitants de Cytoros et de Sésame,
Ceux dont le Parthénions baigne les illustres demeures,
Ceux de Cromne et d'Égiale et ceux de la haute Érythines. »

Selon Hérodote (I, 28), la Paphlagonie est au VIe siècle av. J.-C. sous la domination de Crésus, roi de Lydie. En 480 av. J.-C., elle envoie un contingent, dirigé par un certain Dotos, fils de Mégasidrès (VII, 57) à Xerxès Ier pour son invasion de la Grèce (cf. guerres médiques). À cette occasion, Hérodote décrit la tenue des soldats paphlagoniens : casques recouverts de tissus, petits boucliers, chaussures à mi-jambe, etc.
Après Alexandre le Grand, la Paphlagonie devient un royaume hellénistique, dont le dernier roi, Pylémène Ier, lègue à sa mort en 121 av. J.-C. son territoire à Mithridate V, le roi du Pont.
Le pays est dès lors disputé entre les rois du Pont et ceux de Bithynie. Mettant à profit la jeunesse de Mithridate VI, Nicomède III de Bithynie annexe une partie de la Paphlagonie et y impose l'un de ses fils sous le nom dynastique de « Pylæmenès ». Un second Pylæmenès dit Évergète ("bienfaiteur") est chassé du trône à l'époque à laquelle son suzerain Nicomède IV est expulsé de Bithynie par Mithridate VI.
Les Romains, vainqueurs de Mithridate VI, font de la Paphlagonie une province romaine, et la réunissent à la province du Pont en 63 av. J.-C.. Selon Appien, Pompée y rétablit Attale et un autre Pylæmenès, qui sont peut-être les fils de Pylæmenès l’Évergète. Après leur disparition, la Paphlagonie est un temps gouvernée par des dynastes galates héritiers de Déiotaros, avant d'être incorporée dans la province romaine de Galatie en 6 ap. J.-C. Sous Dioclétien, elle en est séparée et fait partie du diocèse du Pont.
La partie de la Paphlagonie qui confine à la Bithynie s'appelle Timonitide ou royaume de Gézatorix (Strabon XII,III,41), un tétrarque de Galatie. Sous la domination romaine, la Paphlagonie achève de s'helléniser et se christianise au IVe siècle. Elle est une province prospère et peuplée de l'Empire byzantin (Empire romain d'Orient), intégrée aux thèmes byzantins des Bucellaires et de Paphlagonie. Sa prospérité attire en 830 une invasion russe, repoussée. Lorsqu'en 1206 la quatrième croisade provoque la division de l'Empire byzantin, la Paphlagonie échoit à l'Empire de Nicée.
En 1336, à l'époque des beylicats d'Anatolie, le pays est conquis par l'émirat turc de Gâzi Çelebi. Ensuite, en 1390, il passe aux mains des sultans ottomans. Progressivement, la population paphlagonienne, devenue grecque et orthodoxe durant le premier millénaire de notre ère, devient turque et musulmane au fil des conversions (entre autres, pour ne plus payer le haraç : impôt sur les non-musulmans, et pour ne plus subir le devchirmé : enlèvement des garçons pour le corps des janissaires). Seules les localités de la côte de la mer Noire gardent une population grecque jusqu'en 1923, lorsqu'en application du Traité de Lausanne celle-ci est expulsée vers la Grèce. La Paphlagonie est aujourd'hui divisée entre les provinces turques de Bartin, Castamonie, Çankiri, Karabük, Sinope et Samsun.

## Dynastes de Paphlagonie
- avant 121 av. J.-C. : Pylaiménès Ier ;
- avant 63 av. J.-C. : Pylaiménès (II), fils de Nicomède III de Bithynie expulsé par Mithridate VI[6] ;
- 63-40 av. J.-C. : Attale et son frère (?) Pylaiménès (III), fils du précédent, restauré par Pompée[7] ;
- 40-37 av. J.-C. : Castor II de Galatie, petit-fils de Déiotaros de Galatie ;
- 37 av. J.-C.-6 ap. J.-C. : Déiotaros II Philadelphe, son fils.

## Quelques Paphlagoniens notoires
- Dans sa pièce Les Cavaliers, Aristophane s'en prend à un personnage qu'il appelle « le Paphlagonien » et qui représente son ennemi Cléon.
- Alexandre d'Abonuteichos, dit Alexandre le Paphlagonien (vers 105 - vers 175), mystique et prêtre, évoqué par Lucien de Samosate.
- Thémistios, rhéteur et philosophe (vers 317 - vers 388).
- Nicétas de Paphlagonie, écrivain byzantin du Xe siècle.
- Michel IV, dit le Paphlagonien, empereur byzantin (vers 1010 - 1041).
- David Comnène (vers 1184 - 1212), coempereur de Trébizonde, et dont la famille était d'origine paphlagonienne.

#### Antiquité grecque
- Colonisation grecque
- Hadrianopolis de Paphlagonie (en)
- Pompeiopolis de Paphlagonie (en)
- Sesamos, Amastris, actuelle Amasra
- Gangra, Germanicopolis, actuelle Çankırı
- Sinopè, Sinop (ville)
- Kastra Komnenon, Kastamonu

#### Antiquité romaine
- Province romaine,Gouverneur romain,
- Liste de voies romaines,
- Antiquité tardive, Notitia dignitatum,
- Liste des diocèses de l'Empire romain tardif, Liste des provinces du Bas-Empire
- Diocèse du Pont

#### Période byzantine
- Thème byzantin des Bucellaires